# Les Fourgs
Les Fourgs is een gemeente in het Franse departement Doubs (regio Bourgogne-Franche-Comté). De plaats maakt deel uit van het arrondissement Pontarlier. Les Fourgs telde op 1 januari 2022 1.429 inwoners.

## Geografie
De oppervlakte van Les Fourgs bedraagt 27,99 vierkante kilometer; de bevolkingsdichtheid is 50 inwoners per km² (per 1 januari 2019). De gemeente grenst in het oosten aan Zwitserland.
De onderstaande kaart toont de ligging van Les Fourgs met de belangrijkste infrastructuur en aangrenzende gemeenten.

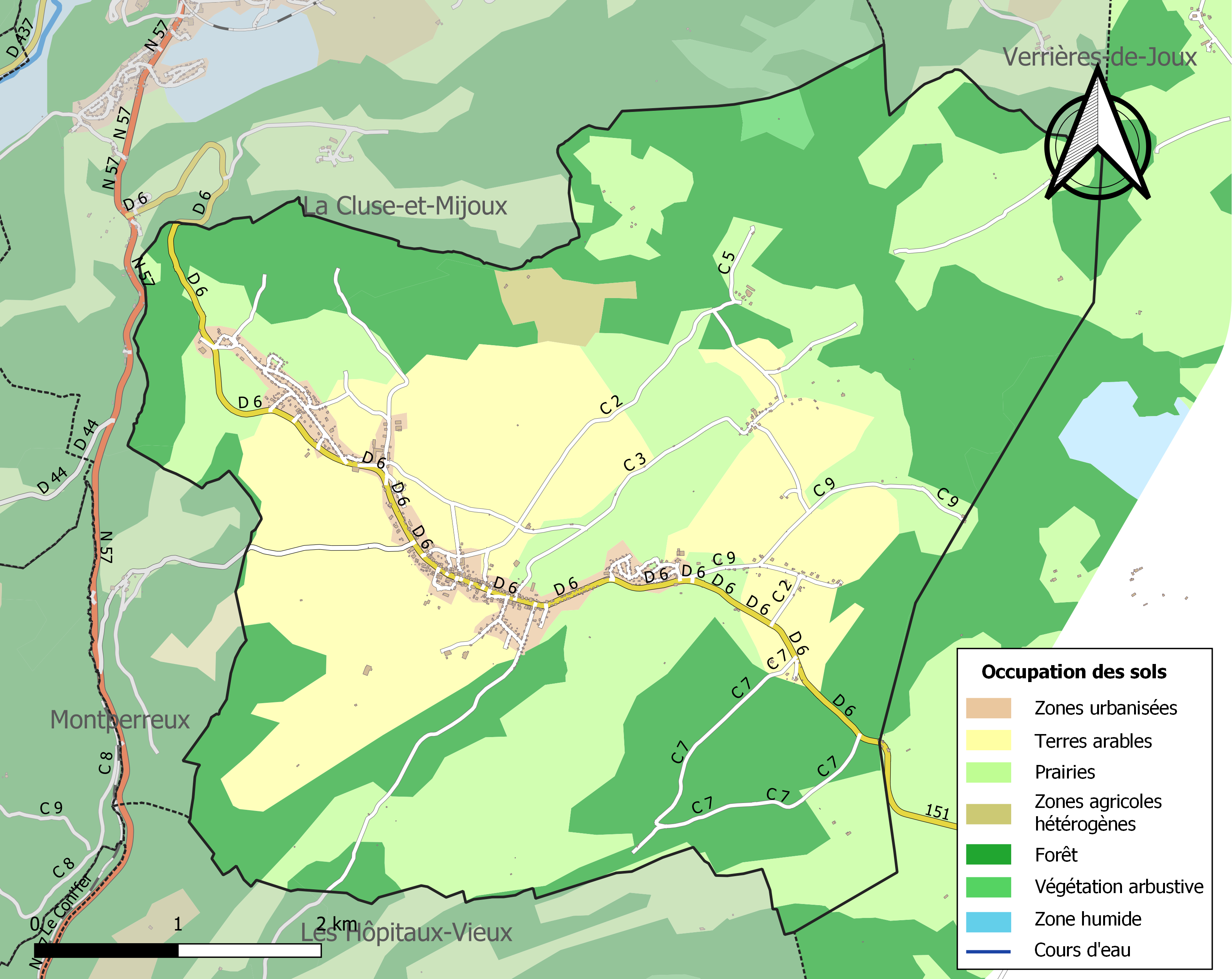

## Demografie
Onderstaande figuur toont het verloop van het inwonertal (bron: INSEE-tellingen).